# Ендогенні ретровіруси

Дендрограмма різних класів ендогенних ретровірусів

Ендогенні ретровіруси (ЕРВ; англ. Endogenous retroviruses, ERVs) — це ендогенні вірусні елементи, які дуже схожі на ретровіруси та можуть походити від них. Їх багато в геномах щелепних хребетних, і вони складають до 5–8 % геному людини (нижні оцінки ~1 %).
Ендогенні ретровіруси — це вертикально успадкована провірусна послідовність і підклас типу гена, що називається транспозоном, який зазвичай може бути упакований і переміщений в межах геному, щоб виконувати життєво важливу роль у експресії генів і їх регуляції. Однак ЕРВ не мають більшості функцій транспозонів: вони зазвичай не є інфекційними й часто є дефектними геномними залишками циклу реплікації ретровірусу. Ендогенні ретровіруси виділяються як ретроелементи провірусу зародкової лінії завдяки їх інтеграції та зворотній транскрипції в ядерний геном клітини-господаря.
Дослідники припустили, що ретровіруси еволюціонували з типу транспозона, який називається ретротранспозон; ці гени можуть мутувати й замість переходу в інше місце в геномі вони можуть стати екзогенними або патогенними. Це означає, що не всі ендогенні ретровіруси могли виникнути як вставка ретровірусу, але деякі з них могли бути джерелом генетичної інформації в ретровірусах, на які вони схожі. Коли інтеграція вірусної ДНК відбувається в зародковій лінії, це може призвести до появи ендогенного ретровірусу, який пізніше може закріпитися в генофонді популяції господаря.

## Формування
Цикл реплікації ретровірусу включає інтеграцію копії ДНК вірусного геному в ядерний геном клітини-господаря. Більшість ретровірусів інфікують соматичні клітини, але іноді також може статися інфікування зародкових клітин. Рідко ретровірусна інтеграція може відбуватися в зародковій клітині, яка далі розвивається в життєздатний організм. Цей організм буде нести вставлений ретровірусний геном як невід'ємну частину власного геному — «ендогенний» ретровірус, який може бути успадкований його нащадками як новий алель. Багато ендогенних ретровірусів зберігаються в геномі своїх господарів протягом мільйонів років. Однак більшість із них отримали інактивуючі мутації під час реплікації ДНК господаря і більше не здатні продукувати вірус. Ендогенні ретровіруси також можуть бути частково вирізані з геному за допомогою рекомбінаційної делеції, у якому рекомбінація між ідентичними послідовностями, призводить до видалення внутрішніх ділянок вірусного геному, що кодують білок.
Загальний геном ретровірусу складається з трьох генів, життєво важливих для інвазії, реплікації, виходу та поширення його вірусного геному. Ці три гени: gag (кодує структурні білки ядра вірусу), pol (кодує зворотну транскриптазу, інтегразу та протеазу) і env (кодує білки оболонки для зовнішнього вигляду вірусу). Ці вірусні білки кодуються як поліпротеїни. Щоб здійснити свій життєвий цикл, ретровірус значною мірою покладається на механізм клітини-хазяїна. Протеаза руйнує пептидні зв'язки вірусних поліпротеїнів, роблячи окремі білки функціональними. Зворотна транскриптаза функціонує для синтезу вірусної ДНК з вірусної РНК у цитоплазмі клітини-хазяїна до того, як вона потрапить у ядро. Інтеграза керує інтеграцією вірусної ДНК у геном господаря.
З часом геном ендогенних ретровірусів не лише набуває точкових мутацій, але також перемішується та рекомбінується з іншими ЕРВ. Ендогенні ретровіруси із затухаючою послідовністю для env стають більш імовірними для поширення.

## Роль у геномній еволюції
Ендогенні ретровіруси можуть відігравати активну роль у формуванні геномів. Більшість досліджень у цій галузі зосереджено на геномах людини та вищих приматів, але й інші хребетні, такі як миші та вівці, також були детально вивчені. Послідовності довгого кінцевого повтору (Long Terminal Repeat, LTR), які обрамляють геноми ЕРВ, часто діють як альтернативні промотори та енхансери.
Рекомбінація між гомологічними ретровірусними послідовностями також сприяла перетасовці генів і створенню генетичної варіації. Крім того, у випадку потенційно антагоністичних ефектів ретровірусних послідовностей, гени-репресори спільно еволюціонували для боротьби з ними.
Введення ендогенних ретровірусів або їх елементів в генні ділянки ДНК хазяїна або надмірна експресія їх транскрипційних варіантів має набагато більший потенціал для створення шкідливих ефектів, ніж позитивних. Їхня поява в геномі створила коеволюційну динаміку, яка сприяла подвоєнню та розширенню генів-репресорів. Найбільш яскравим прикладом цього є швидке дублювання та проліферація тандемних генів «цинкового пальця» в геномах ссавців. Гени «цинкового пальця», особливо ті, що включають домен KRAB, існують у великій кількості копій у геномах хребетних, і діапазон їхніх функцій обмежений транскрипційними ролями. Проте на ссавцях було показано, що диверсифікація цих генів була зумовлена подіями багаторазової дуплікації та фіксації у відповідь на нові ретровірусні послідовності або їх ендогенні копії для придушення їх транскрипції.

## Зв'язок із захворюваннями
Більшість ендогенних ретровірусів, які зустрічаються в геномах хребетних, є давніми, інактивованими мутаціями та досягли генетичної фіксації у видах-господарях. З цих причин малоймовірно, що вони матимуть негативний вплив на своїх господарів, за винятком незвичайних обставин. З усім тим, з досліджень на птахах і на певних видах ссавців, включаючи мишей, кішок і коал, стає зрозуміло, що більш молоді (тобто нещодавно інтегровані) ендогенні ретровіруси можуть бути пов'язані із захворюванням. Кількість активних ЕРВ в геномі ссавців негативно пов'язана з розміром їх тіла, що свідчить про внесок у парадокс Пето через патогенез раку. Це змусило дослідників припустити роль ендогенних ретровірусів у кількох видах раку та аутоімунних захворюваннях людини, хоча переконливих доказів цього немає.

## Ендогенні ретровіруси людини
Ендогенні ретровіруси людини (HERV) складають значну частину геному людини, приблизно 98 000 елементів і фрагментів ендогенних ретровірусів становлять 5–8 %. Відповідно до дослідження, опублікованого у 2005 році, не було виявлено HERVs, здатних до реплікації. Більшість HERVs є лише слідами оригінальних вірусів, які вперше інтегрувалися мільйони років тому. Аналіз інтеграцій HERVs триває в рамках проєкту 100 000 геномів.
Дослідження 2023 року показало, що HERV може прокинутися зі стану спокою та сприяти старінню, яке може бути «заблоковано» нейтралізуючими антитілами.
Ендогенні ретровіруси людини спочатку були виявлені під час скринінгу геномних бібліотек людини в умовах низької жорсткості з використанням або зондів з ретровірусів тварин, або з використанням олігонуклеотидів, подібних до послідовностей вірусу.

### Класифікація
HERVs класифікуються на основі їх гомології з ретровірусами тварин. Родини, що належать до класу I, подібні за послідовністю до гаммаретровірусів ссавців (тип С) та епсилонретровірусів (тип Е). Родини, що належать до класу II, демонструють гомологію з бетаретровірусами ссавців (тип B) і дельтаретровірусами (тип D). Родини, що належать до III класу, подібні до пінистих вірусів.

### Активація екзогенними вірусами
Значна кількість доказів свідчить про те, що ЕРВ людини можуть реактивуватися вірусними інфекціями, такими як:
1. ретровіруси – вірус імунодефіциту людини типу 1 (ВІЛ-1), Т-лімфотропний вірус людини 1 (HTLV-1);
2. РНК-віруси – вірус грипу А, вірус гепатиту C, коронавірус важкого гострого респіраторного синдрому-2 (SARSCoV-2);
3. ДНК-віруси – вірус простого герпесу типу 1 (HSV-1), вірус Епштейна-Барр (EBV), цитомегаловірус людини (CMV), саркома-асоційований герпесвірус Капоші (KSHV).